# Platarctia parthenos
Platarctia parthenos är en fjärilsart som beskrevs av Harris 1850. Platarctia parthenos ingår i släktet Platarctia och familjen björnspinnare. Inga underarter finns listade i Catalogue of Life.